# Comando Chavín de Huántar
La Compañía Especial Contraterrorista «Chavín de Huántar» N° 61, popularmente denominada Comando Chavín de Huántar, es la unidad de élite de las fuerzas especiales del Perú. Se conforma por miembros del Ejército  y la Marina de Guerra del Perú. Son mundialmente famosos por rescatar con éxito a 72 rehenes capturados por fuerzas terroristas del MRTA durante la acción militar denominada Operación Chavín de Huántar el 22 de abril de 1997. Esta ha sido calificada como una de las más exitosas operaciones militares de rescate de la historia. Por su labor, han sido declarados legislativamente como «Héroes de la democracia».

## Historia
A las 8:18 de la noche del 17 de diciembre de 1996, 14 miembros del grupo terrorista Movimiento Revolucionario Túpac Amaru tomaron la residencia del embajador del Japón en el Perú, Morihisa Aoki, cuando se celebraba el natalicio del Emperador de Japón Akihito evento al que asistían 500 invitados entre empresarios, diplomáticos, religiosos, militares y políticos. Los 14 terroristas ingresaron por la propiedad colindante que se encontraba vacía, dinamitaron la pared limítrofe, avanzaron al terreno de la residencia, los asistentes en los jardines entraron en pánico y se refugiaron dentro de la residencia, los terroristas ingresaron armados y les comunicaron que eran rehenes.
Para enero de 1997, en forma paralela a las conversaciones de negociaciones, se fue entrenando a una fuerza de operaciones especiales conformada por elementos del Ejército y de la Unidad Especial de Combate (UEC) de la Fuerza de Infantería de Marina de la Marina de Guerra del Perú (IMAP), la misma que debería estar lista para intervenir en caso se tuviera que optar por una solución militar. El entrenamiento de esta unidad se produjo en una réplica de la residencia construida en las instalaciones de la Escuela Militar de Chorrillos a la cual se accedía mediante túneles subterráneos, tal y como se había previsto ocurriría en el escenario real.
El 22 de abril de 1997, después de varios fracasos en la negociación y ante la perspectiva de que por este motivo los secuestradores empiecen a negar la atención médica a los rehenes, el Gobierno toma la decisión de enviar al Comando Chavín de Huantar. Tras comprobar que los terroristas estaban distraídos por medio de cámaras de video introducidas de forma secreta desde los túneles y micrófonos introducidos por personal militar de sanidad por medio de los cuales se comunicaban algunos rehenes de rango militar, se decide iniciar la operación. A las 15:23 una fuerte explosión dio inicio a la operación, con la voladura del piso del salón principal, en donde un grupo de terroristas jugaba futsal. 148 comandos irrumpieron por ese y otros accesos disparando sus ametralladoras.
Todos los terroristas fueron abatidos. Uno de los rehenes, el magistrado Carlos Giusti, fue herido en una pierna, lo que le causó una violenta hemorragia que le provocó la muerte; fue el único rehén muerto en la acción. Dos comandos también murieron, Juan Valer Sandoval y Raúl Jimenez, uno de ellos, según algunos testimonios, protegió al Canciller Tudela mientras este escapaba por la azotea.

## Comandante
- José Williams. Comandante del operativo. Posteriormente presidente del Congreso del Perú.

## Distinciones
- 2017: Héroes de la Democracia, otorgado por el Congreso de la República.[5]
- 2018:  Orden Militar de Ayacucho, otorgado por el presidente Pedro Pablo Kuckzynski.
- 2018:Defensores de la Democracia, compartido con los mineros constructores de los túneles. Otorgado por el Congreso de la República.
- 2019:  Gran Cruz y Gran Oficial, medallas de honor otorgadas por el presidente Martín Vizcarra.[6]